# Барс
 Тази статия е за едрия хищник.  За асоциацията на разработчиците на софтуер вижте БАРС.  
Барсът (Panthera uncia), известен още като снежен барс, снежен леопард или ирбис, е едър хищник от семейство Коткови, разпространен високо в планините на Средна Азия.

## Класификация
Барсът принадлежи към Големите (ревящи) котки (Pantherinae), въпреки че не умее да надава рев и таксономичната му класификация все още не е утвърдена. Макар традиционно да се отделя в собствен род Uncia (Schreber, 1775), скорошни генетични изследвания го връщат в рода на пантерите Panthera.

## Физически характеристики
Барсът няма размерите на останалите големи котки (Panthera), но остава сравнително едър хищник с дължина на тялото от 100 до 130 cm. с почти още толкова дълга опашка (90 cm), височина при плещите 60 cm и тегло до 75 кг. Великолепната му гъста козина е светла, от сиво-бяла до жълтеникаво-кафява на цвят, изпъстрена с множество черни петна с розетковидна шарка по тялото и опашката, като по краката и накрая на опашката петната стават по-едри и плътни, а на главата по-дребни. Коремът е почти бял. Очите са светли и, гледани отдалеч, се сливат с цвета и шарките на лицето. За да се предпазва от големия студ на планините, които обитава, е покрит с гъста козина, която през зимата достига дължина до 12 cm. Ушите му са малки, за предоставят по-малка площ на студа. Носната му кухина е по-малка от тази на другите от семейство Котки, за да може вдишваният въздух да се затопли, преди да стигне дробовете. През зимата петнистата му козина става по-светла – по този начин животното се слива с мръсния сняг. През лятото цветът потъмнява и така леопардът става трудно забележим на фона на сивите скали. Барсът е изключително пъргав. За да улови яребица или фазан, може да направи скок с дължина до 15 метра. В семейство Котки той е шампионът на висок скок.

## Произход
|            | †Panthera combaszoe                      |
|            |                                          |
|            | †Panthera schaubi (Viretailurus schaubi) |
|            |                                          |
|            | Uncia uncia (Ирбис)                      |
|            |                                          |
| (Panthera) | \| \| †Panthera crassidens \| \| \| \|   |
|            | \| \| †Panthera crassidens \| \| \| \|   |
|            | †Panthera crassidens                     |
|            |                                          |

|  | †Panthera crassidens |
|  |                      |

|            | †Panthera combaszoe                      |
|            |                                          |
|            | †Panthera schaubi (Viretailurus schaubi) |
|            |                                          |
|            | Uncia uncia (Ирбис)                      |
|            |                                          |
| (Panthera) | \| \| †Panthera crassidens \| \| \| \|   |
|            | \| \| †Panthera crassidens \| \| \| \|   |
|            | †Panthera crassidens                     |
|            |                                          |

|  | †Panthera crassidens |
|  |                      |

|            | †Panthera combaszoe                      |
|            |                                          |
|            | †Panthera schaubi (Viretailurus schaubi) |
|            |                                          |
|            | Uncia uncia (Ирбис)                      |
|            |                                          |
| (Panthera) | \| \| †Panthera crassidens \| \| \| \|   |
|            | \| \| †Panthera crassidens \| \| \| \|   |
|            | †Panthera crassidens                     |
|            |                                          |

|  | †Panthera crassidens |
|  |                      |

|            | †Panthera combaszoe                      |
|            |                                          |
|            | †Panthera schaubi (Viretailurus schaubi) |
|            |                                          |
|            | Uncia uncia (Ирбис)                      |
|            |                                          |
| (Panthera) | \| \| †Panthera crassidens \| \| \| \|   |
|            | \| \| †Panthera crassidens \| \| \| \|   |
|            | †Panthera crassidens                     |
|            |                                          |

|  | †Panthera crassidens |
|  |                      |

|  | \| \| Panthera leo \| \| \| \| \| \| Panthera pardus \| \| \| \| |
|  |                                                                  |
|  | Panthera onca                                                    |
|  |                                                                  |
|  | Panthera leo                                                     |
|  |                                                                  |
|  | Panthera pardus                                                  |
|  |                                                                  |

|  | Panthera leo    |
|  |                 |
|  | Panthera pardus |
|  |                 |

|  | Panthera tigris        |
|  |                        |
|  | Panthera uncia (Ирбис) |
|  |                        |

|  | \| \| Panthera leo \| \| \| \| \| \| Panthera pardus \| \| \| \| |
|  |                                                                  |
|  | Panthera onca                                                    |
|  |                                                                  |
|  | Panthera leo                                                     |
|  |                                                                  |
|  | Panthera pardus                                                  |
|  |                                                                  |

|  | Panthera leo    |
|  |                 |
|  | Panthera pardus |
|  |                 |

|  | Panthera tigris        |
|  |                        |
|  | Panthera uncia (Ирбис) |
|  |                        |

|  | \| \| Panthera leo \| \| \| \| \| \| Panthera pardus \| \| \| \| |
|  |                                                                  |
|  | Panthera onca                                                    |
|  |                                                                  |
|  | Panthera leo                                                     |
|  |                                                                  |
|  | Panthera pardus                                                  |
|  |                                                                  |

|  | Panthera leo    |
|  |                 |
|  | Panthera pardus |
|  |                 |

|  | Panthera tigris        |
|  |                        |
|  | Panthera uncia (Ирбис) |
|  |                        |

|  | \| \| Panthera leo \| \| \| \| \| \| Panthera pardus \| \| \| \| |
|  |                                                                  |
|  | Panthera onca                                                    |
|  |                                                                  |
|  | Panthera leo                                                     |
|  |                                                                  |
|  | Panthera pardus                                                  |
|  |                                                                  |

|  | Panthera leo    |
|  |                 |
|  | Panthera pardus |
|  |                 |

|  | Panthera tigris        |
|  |                        |
|  | Panthera uncia (Ирбис) |
|  |                        |

## Разпространение
Барсът е широко разпространен във високите планини на Средна Азия: Хималаите, Памир и Хиндукуш, Тяншан, Алтай и високите плата на Монголия, Тибет и някои райони на Сибир, но навсякъде е много рядък. Според някои източници в миналото барсът е обитавал също Иран, Анадола и Кавказ, но това мнение не намира сериозно потвърждение.

## Начин на живот и хранене
Краткото лято високо в планината снежните леопарди прекарват над границата на гората по алпийските ливади и скалисти склонове на надморска височина 6000 m, а през зимата, следвайки стадата диви кози и овце, се спускат до около 2000 m.
Барсът е самотен ловец, който търси плячка в рамките на обширна индивидуална територия, чиято площ варира от 12 km² до около 40 km²в зависимост от изобилието на плячка в района. Барсовете обаче не защитават агресивно собствената си територия от натрапници и дори се установи, че животни от съседни територии често използват едни и същи планински пътеки, като маркират с урина определени гранични камъни. Освен това се срещат и две или повече животни ловуващи заедно – мъжки с женска през размножителния период или млади леопарди останали с майка си за известно време.
Ирбисът, както е наричан в Тибет, преследва предимно едрите копитни бозайници характерни за района който обитава. В Хималаите например това са баралите (сини овни), козирози, азиатски муфлони, млади якове, винроги козли и горали, а в Тяншан и Алтай сибирските козирози и архарите (планински овни). Лови и по-дребна плячка като зайцевидни, мармоти, едри гризачи, мечета и малки диви прасета. Когато е гладен, не подминава и мърша. Знае се, че този хищник има нужда от средно 2 кг месо на ден, за да оцелее.
Барсът обикновено ловува рано сутрин и привечер, като издебва плячката си, спускайки се отгоре ѝ. Той се промъква безшумно и с няколко скока застига жертвата си, като завършва атаката си с неповторимия си скок. През деня обикновено си почива, скрит в скална ниша.

## Размножаване
Половата зрялост при снежните барсове настъпва на около 3 – 4 годишна възраст. Разгонването се проявява в края на зимата и началото на пролетта Бременността продължава около 90 – 110 дни. Раждат в укрити и труднодостъпни места. В зависимост от местообитанието си малките се раждат в периода април – май – юни. Котилото обикновено е представено от две или три малки и по-рядко раждат четири или пет. Срещани са и по-големи котила достигащи до седем малки. Грижите по малките и възпитанието им се поемат изцяло от майката. Малките се раждат слепи и безпомощни с тегло около 500 грама и дължина до 30 сантиметра на тялото. Седмица след раждането малките проглеждат. Новородените малки се отличават от възрастните по тъмната пигментация на петната, които са дребни с по-слабо изразено пръстеновидни. По гърба обаче петната са по-големи черни или кафеникави, като преминават в къси ивици със същия цвят. Кърменето на малките продължава около 6 седмици. Към средата на лятото малките се движат заедно с майката при лов, но за готови за самостоятелен живот едва към втората си година.

## Барсът в народната култура
В културата на народите от Средна Азия барсът е обект на голяма почит и е широко използван като хералдически символ. Да срещнеш барс високо в планината, наистина е изключително събитие и на тайнствената му природа се приписва мистична сила като въплъщение на духове и божества.
Ак Барс (белият или снежен леопард) е изобразен на герба на днешен Татарстан, като преди това е бил държавен символ на Волжко-Камска България. Освен това в редица находки от епохата на Първото българско царство се среща изображение на барс с рибешка опашка (виж Златно съкровище от Наг Сент Миклош и т.нар. златно лъвче върху накит от Преславското съкровище). Напоследък се утвърждава мнението, че в културата на древните българи, и особено в древнобългарската календарна система, именно барсът заема мястото на тигъра от сходния китайски календар. Още повече, че според едно от етимологичните тълкувания на българското име Борис то има общ корен с общотюркското барс и българското рис, като представката бо- вероятно означава „голям“ (от бой, като ръст), велик, благороден рис, т.е. барс.

## Природозащитен статус
Барсът е вписан в Червения списък на световнозатрашените видове на IUCN като застрашен от изчезване вид. Дивата му популация се изчислява на между 4000 и 7500 екземпляра. Освен това има още 600 – 700 барса в зоопарковете по света.
Въпреки че е защитен навсякъде, където се среща, основна заплаха за вида си остава бракониерството, както и намаляването на дивите кози и овце – негова основна плячка. Така преследван главно заради ценната си кожа, барсът става жертва и на гневни животновъди, след като хората не му оставят друг избор, освен да посяга над домашните животни, изместили дивите.